# Oorlogsmonument Esserveld

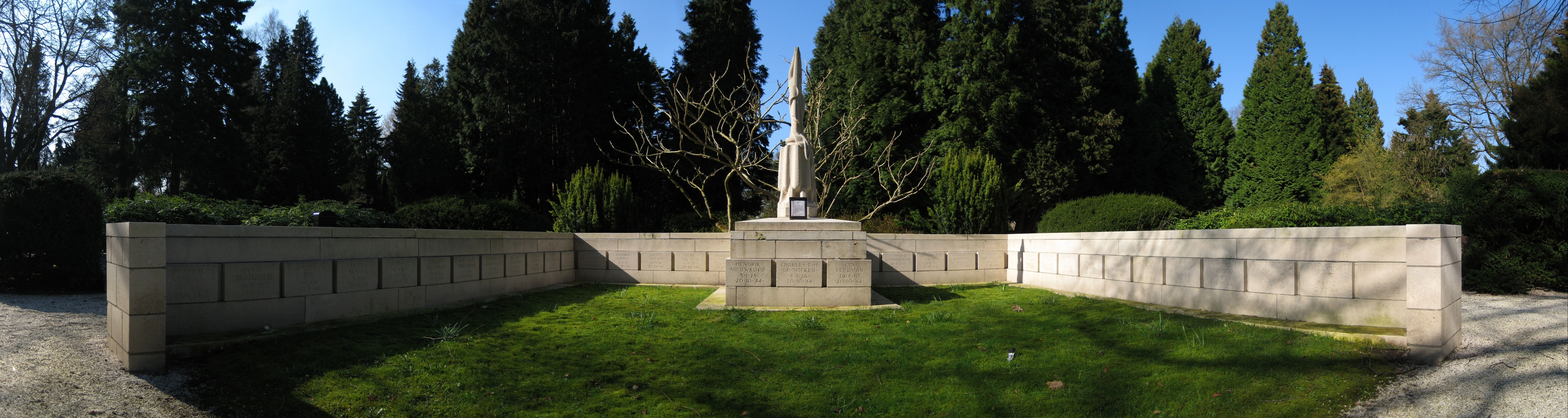
Het Oorlogsmonument Esserveld in 2010

Het Oorlogsmonument Esserveld is een gedenkteken op de begraafplaats Esserveld in de stad Groningen, dat is opgericht ter herinnering aan ruim veertig tijdens de Tweede Wereldoorlog in Westerbork gefusilleerde Nederlandse verzetsstrijders. Het monument werd ontworpen en vervaardigd door de Groninger beeldhouwer Willem Valk (1898-1977).

## Beschrijving
Het monument is een in witte natuursteen uitgevoerde sculptuur van een uit een urn verrijzende vrouwenfiguur, die het uit de dood oprijzende leven symboliseert. Het beeld staat op een zandstenen sokkel, waarop een ingelijst gedicht is geplaatst. Om het voetstuk heen staat een eveneens grotendeels uit zandsteen vervaardigde U-vormige muur. Hierop zijn aan de binnenzijde gedenkstenen met de namen van 43 verzetsstrijders aangebracht.

## Geschiedenis

### Voorgeschiedenis

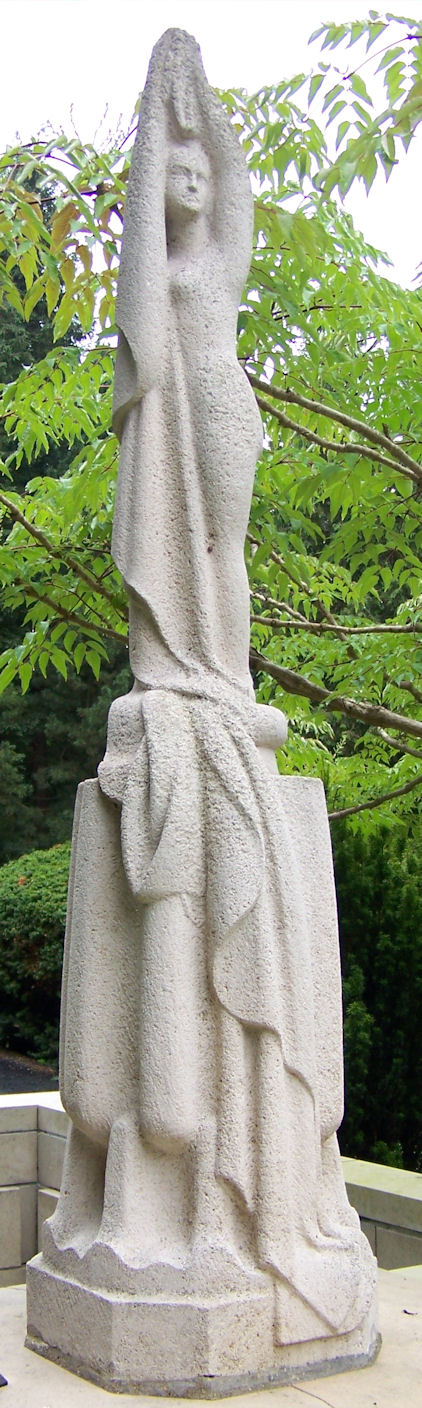
De sculptuur van Willem Valk in 2010

Al kort na de bevrijding bestemde de gemeente Groningen een deel van het Esserveld tot een plaats waar een aantal omgekomen verzetsstrijders zou worden geëerd. Op 2 november 1945 - Allerzielen - werden daar, na afloop van een grote en druk bezochte herdenkingsplechtigheid in de Martinikerk, symbolisch de stoffelijke resten herbegraven van 33 bekende en 12 onbekende verzetsmensen. De toenmalige burgemeester van Groningen, Cort van der Linden (1893-1969), zei in zijn toespraak daarbij in het graf een symbool te zien van de offers door strijdend Nederland gebracht en nam namens de gemeente de zorg voor de tombe, die zal worden opgericht op zich. Het voormalige illegale dagblad Trouw bracht die dag een speciaal rouwnummer uit, waarvan de opbrengst ten goede kwam aan de bekostiging van dat gedenkteken en waarin abonnees werden opgeroepen daarvoor geld te schenken. Anderhalve week later legde Prinses Juliana tijdens een bezoek aan Groningen een krans bij het graf, op 29 november gevolgd door haar moeder Koningin Wilhelmina.

### Het ontwerp
De Vereeniging van Groningsche Oud-illegale Werkers (GOIW), die zich met de totstandkoming van het monument had belast, koos uit verschillende ontwerpen dat van Willem Valk, omdat diens ontwerp in soberheid het best uitdrukte, wat men voelde. De kosten van de oprichting van het gedenkteken werden geraamd op 13.000 gulden. In april 1947 had de GOIW daarvan ƒ 2434,64 bijeen weten te brengen, mede dankzij Trouw en familieleden van de verzetslieden. Voor de resterende ƒ 10.565,36 deed het provinciaal bestuur van de GOIW een beroep op de gemeente.
Het college van B&W bleek het ten volle verantwoord [te achten], dat van gemeentewege ook in financieel opzicht aan de totstandkoming van een zoodanig gedenkteeken wordt medegewerkt en was bovendien van mening, dat de gemeente zich in verband met het bijzonder karakter van dit monument kosteloos met het onderhoud [diende] te belasten. Een daartoe strekkend voorstel van het college werd op 28 april 1947 door de gemeenteraad besproken. De raad bleek er niet onwelwillend tegenover te staan, al hadden enkele leden liever de komst van een meer algemeen gedenkteeken gezien. In reactie hierop liet de burgemeester weten, dat op de Grote Markt een gedenkteeken [...] ter eere van alle gevallenen zou worden geplaatst, dat op twee andere begraafplaatsen in de stad de familie reeds gelegenheid [had] haar gevallenen te eeren, dat ook het monument op het Esserveld specifiek was gewijd aan de nagedachtenis van de daar begraven verzetslieden en dat het daarom een meer persoonlijk cachet zou moeten krijgen. De raad besloot daarop met het voorstel van B&W akkoord te gaan.

### Onthulling
Het monument op het Esserveld werd op 4 mei 1948 op sobere, doch treffende wijze onthuld. Dat werd gedaan door mevrouw M.H.J. Stouten-de Wilde, een van de drijvende krachten achter de totstandkoming van het gedenkteken. Bij de plechtigheid waren onder anderen de toenmalige Commissaris der Koningin Edzo Ebels (1889-1970), burgemeester Cort van der Linden, een drietal wethouders, twee hoge militairen, de voorzitter van de GOIW M.A.J. Jansma (1888-1959) en nabestaanden van de verzetsstrijders aanwezig. Namens het gemeentebestuur aanvaardde burgemeester Van der Linden het gedenkteken op deze voor de Groningers heilige plek, uiting gevende aan het medeleven met de gevallen verzetshelden. Hij deed daarbij de toezegging dat het gemeentebestuur het monument zal blijven onderhouden met dezelfde zorg en liefde, waarmee het tot stand gebracht is.

### Latere jaren
In februari 1951 werden, deze keer in alle stilte, urnen met de as van nog negen in Westerbork gefusilleerde verzetsstrijders in het monument bijgezet.
Het gedenkteken was in het voorjaar van 1965 decor van wat het Nieuwsblad van het Noorden een schietpartij noemde, waarbij onbekenden weckflessen met bloemen die ze van andere graven hadden verwijderd bij het monument plaatsten en ze vervolgens daar aan scherven schoten. Het gedenkteken raakte daarbij overigens niet beschadigd.
Zoals bij veel Tweede Wereldoorlogsmonumenten worden ook bij het gedenkteken op het Esserveld ieder jaar op 4 mei (Nationale Dodenherdenking) bloemen gelegd.

## De geëerde verzetsstrijders
Op de gedenkstenen van het monument zijn de volgende verzetsstrijders vermeld. De meesten waren afkomstig uit de provincies Groningen en Drenthe, allen werden in het najaar van 1944 in Westerbork gefusilleerd.
| Naam                   | Geboren     | Gefusilleerd | Leeftijd | Beroep                                                                  | Betrokken bij                                                                        |
| ---------------------- | ----------- | ------------ | -------- | ----------------------------------------------------------------------- | ------------------------------------------------------------------------------------ |
| Pieter T Barkema       | 9 jan 1887  | 25 sep 1944  | 57       | boekhouder                                                              | OD (Ordedienst)                                                                      |
| Willem C L Barkema     | 15 feb 1882 | 25 sep 1944  | 60       | fabrikant                                                               | OD                                                                                   |
| Iman J van den Bosch   | 30 mei 1890 | 28 okt 1944  | 54       | procuratiehouder bij Philips                                            | NSF (Nationaal Steun Fonds)                                                          |
| Klaas Bouma            | 2 apr 1914  | 25 sep 1944  | 30       | leraar tekenen, kunstschilder                                           | LO (Landelijke Organisatie voor Hulp aan Onderduikers), OD                           |
| Jacob Bruggema         | 30 jun 1909 | 12 okt 1944  | 35       | architect                                                               | illegale pers (o.m. Trouw), hulp aan Joden, LO, OD, BS (Binnenlandse Strijdkrachten) |
| Hendrik D Bus          | 5 feb 1906  | 25 sep 1944  | 38       | technisch expert                                                        | NSF, OD                                                                              |
| Jan R Dijksterhuis     | 31 mrt 1898 | 25 sep 1944  | 46       | leider van de Luchtbescherming                                          | OD                                                                                   |
| Pieter H Dijksterhuis  | 28 feb 1881 | 12 okt 1944  | 63       | accountant                                                              | OD                                                                                   |
| Johannes J Eskes       | 24 nov 1885 | 12 okt 1944  | 58       | onderwijzer                                                             | LO, OD, NC (Nationaal Comité van Verzet)                                             |
| Sietse W Gjaltema      | 25 mei 1920 | 12 okt 1944  | 24       | veehouder                                                               | LO, OD                                                                               |
| Jan A Grobbe           | 18 feb 1907 | 12 okt 1944  | 37       | handelsreiziger                                                         | LO                                                                                   |
| Cornelis Hoving        | 23 sep 1893 | 12 okt 1944  | 51       | leraar lichamelijke opvoeding aan het Christelijk Lyceum in Stadskanaal | LO, OD, BS                                                                           |
| Jan Kiers              | 14 aug 1907 | 20 okt 1944  | 37       | landbouwer                                                              |                                                                                      |
| Hendrik O van der Kooi | 21 aug 1910 | 25 sep 1944  | 34       | onderwijzer                                                             | LO, OD                                                                               |
| Jan Kooiker            | 30 mrt 1890 | 20 okt 1944  | 54       | landbouwer                                                              |                                                                                      |
| Roelof Kooiker         | 11 jan 1921 | 20 okt 1944  | 23       | landbouwer                                                              |                                                                                      |
| Karsien Kriegsman      | 26 sep 1884 | 25 sep 1944  | 59       | beëdigd makelaar                                                        | OD                                                                                   |
| Willem A Kriegsman     | 3 apr 1916  | 25 sep 1944  | 28       | ambtenaar bij de Nederlandsche Veehouderij Centrale                     | OD                                                                                   |
| Christiaan Kuiper      | 27 aug 1891 | 20 okt 1944  | 53       | boswachter                                                              |                                                                                      |
| Allard Kwast           | 18 jan 1902 | 12 okt 1944  | 42       | ambtenaar bij de voedselvoorziening                                     | NSF, OD, NC, voedselvoorziening                                                      |
| Christinus W Lubbers   | 2 feb 1899  | 12 okt 1944  | 45       | procuratiehouder                                                        | LO, inlichtingendienst, OD, BS                                                       |
| Jans Medema            | 29 aug 1923 | 20 okt 1944  | 21       | arbeider                                                                |                                                                                      |
| Johannes Moerman       | 24 apr 1919 | 12 okt 1944  | 25       | zonder                                                                  | OD                                                                                   |
| Johannes P Moesker     | 6 mrt 1923  | 20 okt 1944  | 21       | zonder                                                                  |                                                                                      |
| Harm Molenkamp         | 19 jan 1921 | 12 okt 1944  | 23       | kantoorbediende                                                         | LO, KP (Knokploeg)                                                                   |
| Hendrik Nieuwkoop      | 3 jan 1925  | 20 okt 1944  | 19       | zonder                                                                  |                                                                                      |
| Charles E H de Nocker  | 8 jan 1926  | 20 okt 1944  | 18       | zonder                                                                  |                                                                                      |
| Tonnis P Oosterhoff    | 10 mrt 1909 | 12 okt 1944  | 35       | hoofdopzichter bij de "Landbouwcrisis-organisatie"                      | LO, OD, BS                                                                           |
| Gerard C Oosting       | 15 jul 1917 | 12 okt 1944  | 27       | zonder                                                                  | LO, OD, BS, KP                                                                       |
| Hendrik Ridder         | 4 feb 1918  | 28 okt 1944  | 26       | slager                                                                  | LO, KP, NSF                                                                          |
| Claas J C Rooda        | 6 jul 1910  | 25 sep 1944  | 34       | directeur van een boekdrukkerij                                         | illegale pers, OD, BS                                                                |
| Henri Rots             | 2 jun 1898  | 28 okt 1944  | 46       | architect                                                               | LO                                                                                   |
| Jan Smallenbroek       | 7 jun 1914  | 25 sep 1944  | 30       | opzichter Rijkswaterstaat                                               | OD                                                                                   |
| Pieter Sneeuw          | 26 mrt 1895 | 12 okt 1944  | 49       | directeur van de Rijkslandbouwwinterschool te Veendam                   | LO, OD, BS                                                                           |
| Eduard EU Stolper      | 9 nov 1888  | 12 okt 1944  | 55       | elektrotechnicus                                                        | LO, OD, BS                                                                           |
| Anton G Swart          | 25 sep 1903 | 12 okt 1944  | 31       | inspecteur van politie te Veendam                                       | OD, BS                                                                               |
| Pieter Tuinstra        | 9 mei 1901  | 12 okt 1944  | 34       | assuradeur                                                              |                                                                                      |
| Pieter B Venema        | 3 jan 1897  | 25 sep 1944  | 47       | grossier in auto-onderdelen                                             | OD, NSF                                                                              |
| Adriaan Veen           | 28 sep 1921 | 28 okt 1944  | 23       | landarbeider                                                            | verbergen van gedropte wapens                                                        |
| Jan Veerman            | 29 aug 1910 | 20 okt 1944  | 34       | postbesteller                                                           |                                                                                      |
| Derk ter Veld          | 6 jun 1920  | 28 okt 1944  | 24       | landarbeider                                                            |                                                                                      |
| Miente Viersen         | 10 okt 1910 | 28 okt 1944  | 34       | voerman                                                                 | verbergen van gedropte wapens                                                        |
| Roelof van Weerden     | 18 dec 1897 | 12 okt 1944  | 46       | inspecteur van een distilleerderij                                      | OD, BS                                                                               |